# Angiolo Gambaro
Angiolo Gambaro (Galliate, 16 febbraio 1883 – Torino, 21 gennaio 1967) è stato un pedagogo, storico e presbitero italiano, studioso del liberalismo cattolico in età risorgimentale.

## Biografia
Sacerdote, fu coinvolto per un periodo di tempo nella crisi modernista, di cui parlò nella sua tesi di laurea in Lettere, pubblicata anonimamente nel 1912.
Avviatosi alla carriera universitaria, divenne docente di Storia della Filosofia e di Pedagogia a Torino.
Fu partecipe alle vicende moderniste come interventista alla prima guerra mondiale. Quando Benedetto XV proclamò neutralità davanti all'incombente entrata in guerra dell'Italia, per i cattolici si prospettò, come disse il 5 gennaio 1915 il presidente dell'Unione popolare, "neutralità condizionata dal patrimonio morale della nazione".
A sinistra tuttavia erano schierati Eligio Cacciaguerra, Giuseppe Donati ed Eugenio Vaina, cattolici autonomi della Lega democratica cristiana che a Cesena avevano pubblicato il settimanale L'Azione. A sostegno delle imprese di Cacciaguerra e Donati arrivarono ben presto, a poca distanza dall'esordio italiano nel conflitto mondiale, due articoli con acceso tono interventista: l'uno, Il cuore d'Italia a Quarto, il 9 maggio 1915 firmato dallo stesso Angiolo Gambaro, l'altro, L'ora delle tenebre, il 16 maggio 1915 da Eugenio Vaina.
A Lisbona (dal 1907 al 1911) fu inoltre precettore di Camilla Paulucci di Calboli e dell'eroe di guerra Fulcieri Paulucci di Calboli che, durante la guerra, scrisse una lettera al Gambaro:
Raccolse e illustrò gli scritti di Raffaello Lambruschini per La Nuova Italia.
Tra i suoi meriti vi fu anche quello di pubblicare la prima, ottima, edizione e traduzione italiana del dialogo latino di Erasmo Ciceronianus, sive de optimo dicendi genere (Il Ciceroniano, o dello stile migliore, Brescia, La Scuola, 1965),  molto importante per la storia dei rapporti tra l'umanesimo italiano e quello nordico negli anni della Riforma. A tale lavoro si dedicò per più di vent'anni (Intr. p. XV).
Grazie al suo impulso la biblioteca dell'Alma Universitas Taurinensis ha acquistato libri rari e di pregio, oggi riuniti nel "Fondo Gambaro".

## Opere
- Il modernismo, Firenze 1912
- Comenti religiosi, Modigliani-Rossi, Firenze 1926
- Ferrante Aporti e gli asili nel Risorgimento, Torino 1937
- Aportiana, Vogliotti, Torino 1939
- Vittorino da Feltre, Vogliotti, Torino 1946
- Saggi di pedagogia e brevi profili, Arti grafiche Giachino, Torino 1951
- La critica pedagogica di Gino Capponi, Laterza, Bari 1956
- Sulle orme del Lamennais in Italia, Deputazione subalpina storia patria, Torino 1958
- Ferrante Aporti nella storia dell'educazione e del Risorgimento, Centro didattico nazionale per la scuola materna, Brescia 1962